# Distrito de Lobitos
El distrito de Lobitos es uno de los seis que conforman la provincia de Talara ubicada en el departamento de Piura en el norte del Perú. Limita por el norte con el distrito de El Alto; y, por el sur con el distrito de Pariñas.
Desde el punto de vista jerárquico de la Iglesia católica, forma parte de la Vicaría Foránea de Talara en la Arquidiócesis de Piura.

## Historia
El distrito fue creado por Ley N° 12217 del 17 de marzo de 1955, en el gobierno del Presidente Manuel A. Odría.

## Geografía
Ubicado en latitud 4° 27' S, longitud 81° 17' W, se sitúa sobre el mar de Grau, (Océano Pacífico).
La altitud media del distrito es de 28 m s. n. m. Su superficie es de 233,01 km², lo que representa el 8,3% del total provincial.

## Autoridades

### Municipales
- 2019 - 2022[6]
  - Alcalde: María Excelina Chapilliquén Ruiz, del Partido Democrático Somos Perú.
  - Regidores:

  1. Luz Angélica López Ordinola (Partido Democrático Somos Perú)
  2. Carlos Eche Querevalu (Partido Democrático Somos Perú)
  3. Rómulo Rodolfo Saavedra López (Partido Democrático Somos Perú)
  4. Rita Céspedes Pacco (Partido Democrático Somos Perú)
  5. Javier Juan Bancayan Eche (Región para Todos)

Alcaldes anteriores
- 2015-2018:[7] Christian Jaime Reque Llontop, del Partido Democrático Somos Perú (SP).
- 2011-2014:[8] José Guillermo Rodríguez Sánchez, del Movimiento Unidos Construyendo (UC).[9]
- 2007-2010: Matilde Bayona Curo.

### Policiales
- Comisario: Teniente PNP Alfredo Julio Boulangger Santos.[10]

## Deporte

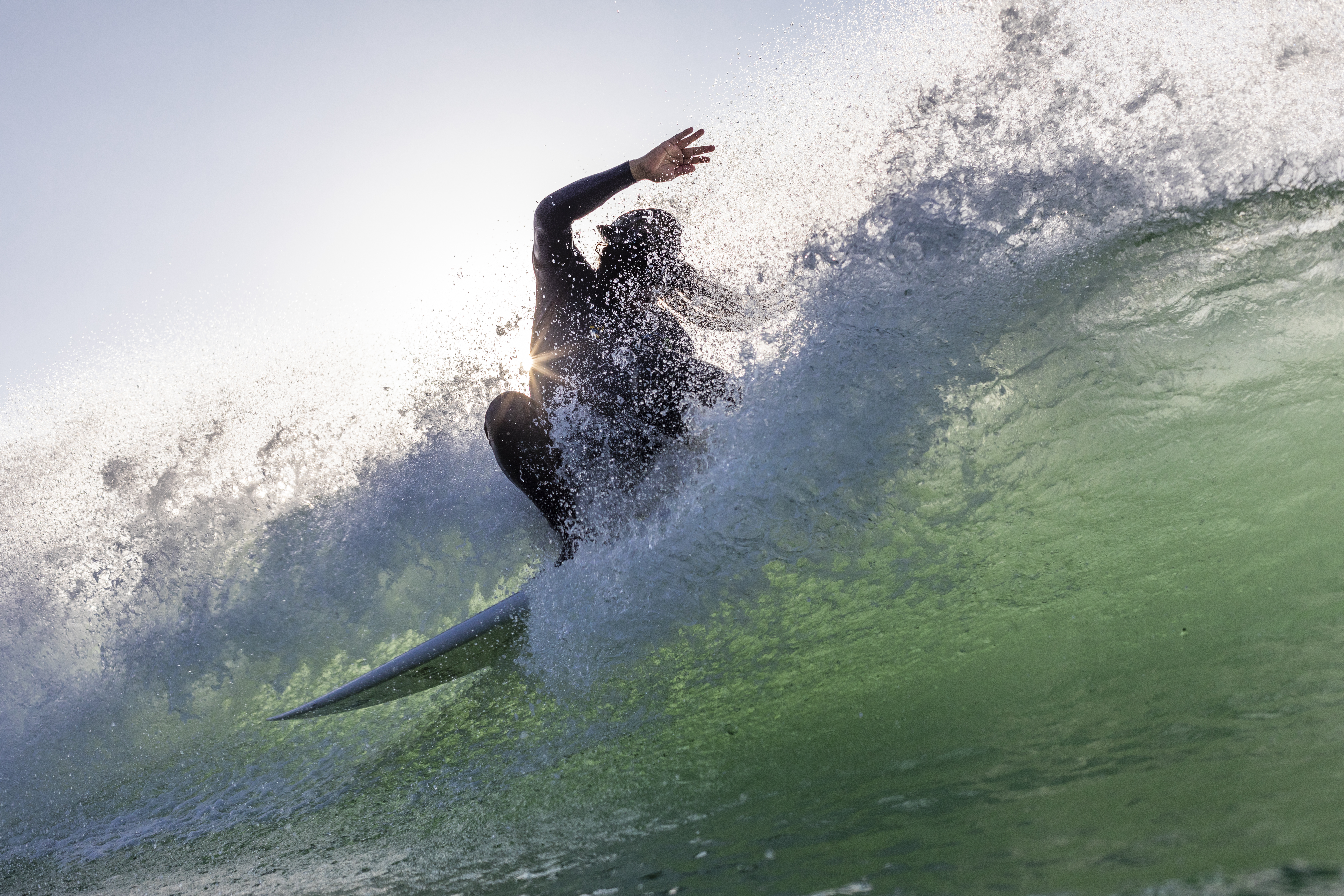
Surf en Lobitos.

Destaca la práctica del surf aprovechando sus grandes olas. Fue elegido para desarrollar el Campeonato Mundial Junior de Windsurf 2011.
En 2015 fue creada la Liga Distrital de Fútbol de Lobitos, con tres clubes: Sport Lobitos, Sport Marinos y Deportivo Bolognesi.
Lugar de nacimiento de Edwin Vásquez Cam quién a la fecha ha sido el único oro olímpico del Perú en la disciplina de tiro.